# 1/100
1/100（100分の1、ひゃくぶんのいち）は、有理数のうち 0 と 1 の間にある数であり、100 の逆数である。

## 数学的性質
- 1 ÷ 100 に等しい。
- 1/100 = 0.01

## その他1/100に関すること
- コンピュータで用いるマウスの移動距離の単位であるミッキーは、100分の1インチを1とする。
- プラモデルなどに使用される縮尺の一つに「1/100スケール」がある。
- 旧約聖書では"十分の一の更に十分の一"という言葉で百分の一が表現されている。
  - 「レビ人がその十分の一を受け取るときには、アロンの子である祭司がレビ人に付き添っていなければならない。レビ人はその十分の一の更に十分の一を、わたしたちの神殿のためにその収納庫の祭司室に持って行かなければならない。」(ネヘミヤ記 10章 39節)